# 9180 Samsagan
9180 Samsagan (1991 GQ) là một tiểu hành tinh vành đai chính được phát hiện ngày 8 tháng 4 năm 1991 bởi E. F. Helin ở Palomar.